# Marie Poland Fish
Marie «Bobbie» Poland Fish (Paterson, Nova Jersey, 1902 - 2 de febrer de 1989) va ser una oceanògrafa i biòloga marina estatunidenca, coneguda per la seva investigació en bioacústica. La seva investigació sobre la detecció de so sota l'aigua li va permetre a la Marina dels Estats Units distingir entre els submarins enemics i la fauna. La Marina dels Estats Units li va atorgar la Medalla per Servei Distingit el 1966, el seu guardó civil més alt, en reconeixement de les seves contribucions durant els seus vint-i-anys (1948-1970) liderant el projecte Underwater Sound of Biological Origin per a l'Oficina d'Investigació Naval.Va fundar el Laboratori Marí Narragansett amb el seu marit, que més tard es convertiria en l'Escola Superior d'Oceanografia de la Universitat de Rhode Island.
Fish va néixer a Paterson (Nova Jersey) i es va graduar a l'Smith College abans d'obtenir un doctorat de la Universitat de Rhode Island.Abans de treballar per a l'Oficina d'Investigació Naval, va treballar per a la United States Fish Commission, el Museu de Ciències Buffalo, el Departament de Conservació de l'Estat de Nova York, la Universitat de Rhode Island, el Museu Nacional dels Estats Units (ara la Smithsonian Institution), el Projecte de Biologia de l'Oceà Pacífic i l'estat de Rhode Island en diversos rols com a científica, investigadora, instructora i conservadora. Va ser una escriptora prolífica que va escriure més de 200 articles en revistes acadèmiques i revistes populars, inclosa una columna d'un diari sobre ciència popular que va escriure amb el seu marit entre 1936 i 1939, l'única vegada que van col·laborar professionalment.
La família Fish va crear The Charles and Casa Fish Lecture in Oceanography, una conferència pública anual sobre oceanografia que va començar el 2002.